# Бейонсе
Бейо́нсе Жизе́ль Но́улз-Картер (англ. Beyoncé Giselle Knowles-Carter; нар. 4 вересня 1981), відома також як Queen Bey — американська авторка-виконавиця в стилі R&B, музична продюсерка, режисерка, композиторка, сценаристка, акторка, танцюристка і хореографка, модель, дизайнерка моди, підприємиця та феміністка. 
Бейонсе — найуспішніша темношкіра гастролююча співачка в історії. З понад 200 мільйонами проданих записів по всьому світу Бейонсе є однією з найбільш продаваних музичних виконавиць усіх часів. Вона має 32 нагороди «Греммі» (найбільше «Греммі», виграних будь-ким), 26 нагород MTV Video Music Awards, 24 нагороди NAACP Image Awards, 35 BET Awards, 17 Soul Train Music Awards, та Pollstar Tourist Artist of Decale (2021). 
Вона друга в історії виконавиця, яка лідирувала зі своїми хітами чотири десятиліття поспіль: у 1990-х, 2000-х, 2010-х і 2020-х. Її успіх 2000-х роках приніс їй визнання Асоціації звукозаписної індустрії Америки як найкращого сертифікованого виконавця десятиліття та найкращого виконавця десятиліття за версією «Billboard». У 2014 році названа «Billboard» найвисокооплачуванішою темношкірою музиканткою усіх часів. Одна з найвидатніших співачок усіх часів за версією журналу «Rolling Stone». Одна зі 100 жінок, які визначили 21 століття, за версією «Time».
Прославившись у 1990-х як лідерка дівочого гурту Destiny's Child, після його розпаду в 2006 побудувала успішну сольну кар'єру в музиці та кіно. Її власна «Parkwood Entertainment» отримала визнання завдяки випуску звукових експериментальних візуальних альбомів «Beyoncé» і «Lemonade», які досліджували численні суспільні теми, такі як фемінізм, стосунки та жіночність. Завдяки своєму внеску в музику й візуальні медіа та концертним виступам з високим артистизмом і вокалом Бейонсе стала культурною іконою 21 століття.

## Життєпис
Бейóнсе Жизéль Нóулз народилася 4 вересня 1981 року в Х'юстоні в сім'ї перукарки і власниці салону краси Селестіни Нóулз та менеджера з продажів Метью Нóулза. У Бейóнсе є молодша сестра, Соландж Ноулз, яка також є музиканткою.

## Особисте життя
У шлюбі з американським репером Jay-Z з 4 квітня 2008 року. Народила трьох дітей: доньку Блю Айві (2012) та близнят Сера (син) і Румі (донька) у 2017-му.
Бейонсе говорила про досвід депресії.

## Музична кар'єра
Бейонсе почала виступати на різних співочих і танцювальних конкурсах ще з дитинства. 
Здобула популярність наприкінці 1990-х як учасниця одного з найпопулярніших жіночих гуртів усіх часів, R&B-гурту «Destiny's Child». 
Після перерви вийшов її дебютний альбом «Dangerously in Love». Потім вона випустила комерційно успішні сольні альбоми «B'Day», «I Am… Sasha Fierce» і «4».
Після успішних релізів у гурті Destiny's Child та під час його перерви Бейонсе випустила дебютний сольний альбом «Dangerously in Love» у червні 2003 року. Він став одним з комерційно найуспішніших альбомів року, що очолювали верхівки чартів Америки та Великої Британії. До альбому увійшли сингли «Crazy in Love» та «Baby Boy», які зайняли перші рядки у Billboard Hot 100. Альбом приніс Бейонсе п'ять нагород Греммі на 46-ій церемонії вручення Греммі у 2004 році.
Після розпаду Destiny's Child у 2006 році Бейонсе 4 вересня 2006 року випустила другий альбом «B'Day». До альбому увійшли сингли, що стали хітами у Великій Британії: «Déjà Vu» та «Beautiful Liar», а також всесвітній хіт «Irreplaceable», що приніс Бейонсе її сьому Греммі.

Третій студійний альбом «I Am… Sasha Fierce», який вийшов 12 листопада 2008 року, мав концепцію «подвійного альбому». Перша частина альбому «I AM…» сфокусована на ритм-енд-блюз балладах та поп. А другий диск «SASHA FIERCE» зосереджений більше на швидких танцювальних треках, міксуючи такі жанри, як електропоп та європоп. На альбом вплинули шлюб із Jay-Z та роль Етти Джеймс у «Cadillac Records» (2008). За цей альбом на 52-гій церемонії «Греммі» Бейонсе отримала 6 нагород з 10 номінацій.

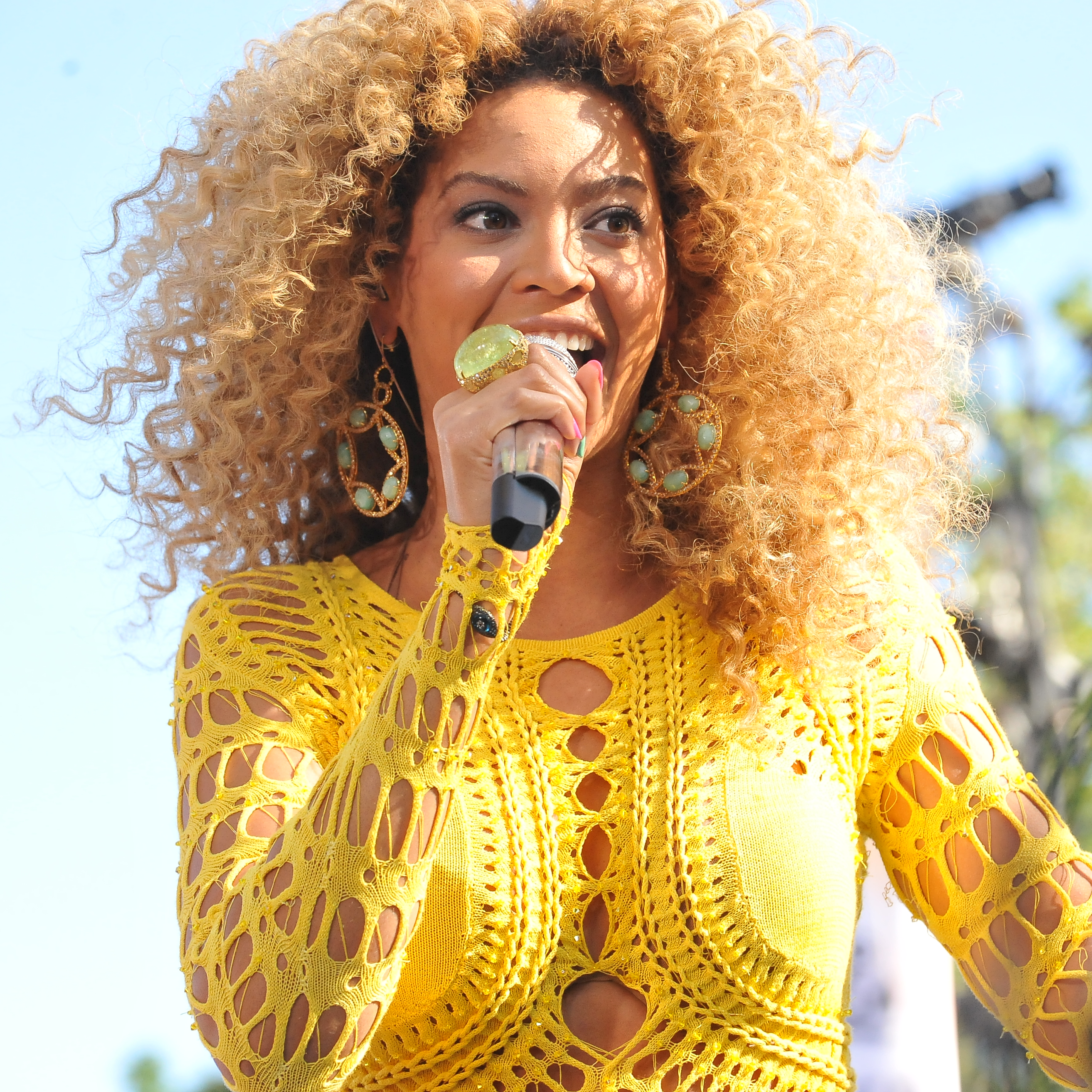
Бейонсе, 2011 рік

Четвертий альбом «4» вийшов 24 червня 2011 року. В ньому, за словами Бейонсе, вона «вбила альтер-его Sasha Fierce» з третьої платівки. Тут вона з'єднала R&B 70-х та 90-х з рок-н-ролом, а також використовувала багато звуків валторни, щоб зробити щось «нове та захоплююче».
П'ятий студійний самоназваний альбом та перший «візуальний» вийшов 13 грудня 2013 року, включаючи теми фемінізму, сексу та моногамного кохання. Альбом названий візуальним, бо на кожну композицію є свій відеоряд.
23 квітня 2016 року Бейонсе випустила шостий студійний альбом «Lemonade», що отримав загальне визнання критики і став найбільш визнаним студійним альбомом у її кар'єрі. Альбом став найкращим альбомом музкритики 2016 року і був названий найкращим альбомом 2010-х такими компаніями, як Associated Press. У 2020 році він посів 32 місце в списку 500 найкращих альбомів усіх часів журналу Rolling Stone. Альбом був номінований на 9 премій Греммі на 59-тій церемонії Grammy (2017), включаючи «Альбом року», «Запис року» та «Пісню року». Переміг у номінації «Найкраще музичне відео». Візуал альбому отримав 11 номінацій на церемонії MTV Video Music Award 2016, з яких переміг у восьми, включаючи «Прорив у довгому відео» та «Відео року». Відео також отримало чотири номінації на 68-й церемонії вручення Emmy Awards.
Серед її спільних музичних проєктів — «Everything Is Love», альбом із Jay-Z (2018). 
30 травня 2020 року Бейонсе стала другою в історії виконавицею (після Мераї Кері), яка лідирувала зі своїми хітами чотири десятиліття поспіль: у 1990, 2000, 2010 і 2020 роках. Це сталося після участі в записі реміксу синглу «Savage» співачки Megan Thee Stallion, який досяг першого місця в хіт-параді Billboard Hot 100. Вона сольно лідирувала зі своїми чарттопперами в Hot 100 сім разів у 2003—2020 роках, а раніше тричі в складі групи Destiny's Child (в 1999—2001).
Після випуску танцювального альбому «Renaissance» (2022) Бейонсе стала першою сольною виконавицею, чиї перші 7 студійних альбомів дебютували під номером один у США.
«Homecoming: The Live Album» став одним із найкращих концертних альбомів усіх часів, високо оцінений за широке охоплення багатьох епох історії чорної музики.
Список найуспішніших пісень Бейонсе включають «Crazy in Love», «Baby Boy», «Irreplaceable», «If I Were a Boy», «Halo», «Single Ladies (Put a Ring on It)», «Run the World (Girls)», «Love On Top», «Drunk in Love», «Formation», «Break My Soul» і «Cuff It». 

## Кінороботи
Крім музики, Бейонсе знялася в багатьох фільмах, таких як «Остін Паверс: Золотий орган», «Рожева пантера», «Дівчина мрії», «Кадилак Рекордс», «Одержимість» (2016), «Король Лев» (2019).  
Під час перерви роботи в гурті Destiny's Child Бейонсе дебютувала як акторка, знявшись у комедії «Остін Паверс: Ґолдмембер» (2002).
Після розпаду Destiny's Child у 2006 році Бейонсе продовжила кар'єру в кіно, виконавши головні ролі у голлівудських картинах «Рожева пантера» (комедія, 2006), «Дівчата мрії» (мюзикл, 2006), які принесли їй дві номінації на «Золотий глобус» за акторську гру і за пісню з фільму («Listen»).
Роль Етти Джеймс уфільмі «Cadillac Records» (2008) вплинула на третій альбом Бейонсе «I Am… Sasha Fierce».
Музичний фільм «Black Is King» був натхненний музикою до фільму «Король Лев: Подарунок».

## Особисте життя
У 2002 році Бейонсе з'явилася як дівчина Jay-Z в музичному кліпі на пісню, підігріваючи припущення про їхні стосунки. 4 квітня 2008 року Бейонсе та Джей Зі одружилися без розголосу. Обидва визнали труднощі, які виникли в їхньому шлюбі після того, як у Джей-Зі був роман на стороні. У Бейонсе стався викидень приблизно в 2010 або 2011 роках, описуючи це як «найсумнішу річ», яку вона коли-небудь пережила. Вона повернулася в студію і написала музику, щоб впоратися з втратою. У квітні 2011 року Бейонсе та Jay-Z поїхали до Парижа, щоб зняти обкладинку альбому, і вона несподівано завагітніла в Парижі. У серпні пара відвідала церемонію вручення нагород MTV Video Music Awards 2011, на якій Бейонсе виконала пісню «Love On Top» і завершила виступ, виявивши, що вона вагітна. Її поява допомогла тогорічній церемонії MTV Video Music Awards стати найпопулярнішою трансляцією в історії MTV, зібравши 12,4 мільйона глядачів; це оголошення було занесено до  Книги рекордів Гіннеса за «найбільшу кількість записаних твітів за одну подію» в Twitter, а фраза «Бейонсе вагітна» була найбільш гугловою фразою протягом тижня 29 серпня 2011 року. 7 січня 2012 року Бейонсе народила доньку Блю Айві у Нью-Йорку. 1 лютого 2017 року Бейонсе повідомила у своєму Instagram-акаунті, що чекає на народження двійні. Її оголошення набрало понад 6,3 мільйона лайків протягом восьми годин, побивши світовий рекорд за найбільшою кількістю лайків на веб-сайті на той час. 13 липня 2017 року Бейонсе завантажила перше зображення себе та близнюків у свій обліковий запис Instagram, підтвердивши дату їхнього народження за місяць до цього, 13 червня 2017 року, і цей пост став другим за кількістю лайків в Instagram. за власним оголошенням про вагітність. Близнюків, дочку на ім'я Румі та сина на ім'я Сер, народилися в Каліфорнії за допомогою кесаревого розтину. Вона написала про свою вагітність та її наслідки у випуску Vogue за вересень 2018 року.
У 2013 році Бейонсе заявила в інтерв'ю Vogue, що вважає себе «сучасною феміністкою». Пізніше вона більш публічно приєдналася до руху, взявши семпл «Ми всі повинні бути феміністками» промови нігерійської письменниці Чімаманди Нгозі Адічі. Наступного року вона виступила наживо на церемонії вручення нагород MTV Video Awards перед гігантським фоном із написом «Feminist». Бейонсе каже, що вважає, що  феміністка, «Це людина, яка вірить у рівні права чоловіків і жінок». Вона виступала за забезпечення рівних можливостей для молодих дівчат і хлопців, жінок і чоловіків. Вона також брала участь у кампанії Ban Bossy, яка використовує телебачення та соціальні мережі, щоб заохочувати дівчат до лідерства. 
У грудні 2012 року Бейонсе разом із багатьма іншими знаменитостями об’єдналися та створили відеокампанію для «Demand A Plan» — двопартійної ініціативи групи з 950 мерів США та інших, спрямованої на те, щоб вплинути на федеральний уряд, щоб він переосмислив свій план щодо законів про контроль над зброєю після стрілянини в початковій школі Сенді Хук. 
Бейонсе публічно схвалила одностатеві шлюби 26 березня 2013 року після дебатів у Верховному суді Каліфорнії. У своїй заяві під час свого концерту в рамках світового туру Formation у 2016 році вона виступила проти закону про конфіденційність і безпеку громадських об’єктів Північної Кароліни, прийнятого (і пізніше скасованого) законопроекту, який дискримінував ЛГБТ-спільноту в громадських місцях. 
Вона засудила жорстокість поліції щодо чорношкірих американців. 
У лютому 2017 року Бейонсе виступила проти розмістила посилання на кампанію «100 днів доброти» на своїй сторінці у Facebook, де висловила свою підтримку  трансгендерній молоді та приєдналася до списку знаменитостей, які виступили проти рішення Трампа.

## Бейонсе та Україна
29 серпня 2009 року Бейонсе виступала з концертом на стадіоні «Донбас Арена».
У 2023 на для концерту у Дубаї вибрала рожеву мінісукню від українського бренду Frolov. у своєму турі renaissance вона багаторазово одягала капелюхи від українського дизайнера Руслана Багінського.

## Дискографія
У складі гурту Destiny's Child
- Destiny's Child (1998)
- The Writing's on the Wall (1999)
- Survivor (2001)
- 8 Days of Christmas (2001)
- Destiny Fulfilled (2004)
- Number 1's (2005)

#### Сольні альбоми
- Dangerously in Love (2003)
- True Star: A Private Performance (2004)
- B'Day (2006)
- I Am... Sasha Fierce (2008)
- 4 (2011)
- Beyonce (2013)
- Lemonade (2016)
- Renaissance (2022)

У складі дуету the Carters
- Everything Is Love (2018)

## Фільмографія
| Рік  | Українська назва         | Оригінальна назва           | Роль            | Примітки                                                         |
| ---- | ------------------------ | --------------------------- | --------------- | ---------------------------------------------------------------- |
| 2001 | Кармен: Хіп-хопера       | Carmen: A Hip Hopera        | Кармен Браун    | Телефільм                                                        |
| 2002 | Остін Паверс: Ґолдмембер | Austin Powers in Goldmember | Фоксі Клеопатра | Комедія; дебютував на першому місці; зібрав у світі $296,655,431 |
| 2003 | Боротьба зі спокусами    | The Fighting Temptations    | Лілі            | Комедія; дебютував на третьому місці; зібрав у світі $32,750,821 |
| 2004 | В'янувши до чорного      | Fade to Black               | камео           | Музичний документальний фільм про Jay-Z                          |
| 2006 | «Рожева пантера»         | The Pink Panther            | Занія           | Комедія; дебютував на першому місці; зібрав у світі $158,851,357 |
| 2006 | Дівчата мрії             | Dreamgirls                  | Діна Джонс      | Мюзикл; досяг третього місця ; зібрав у світі $154,852,975       |
| 2008 | Кадилак Рекордс          | Cadillac Records            | Етта Джеймс     |                                                                  |
| 2009 | Одержимість              | Obsessed                    | Шерон Шарль     | Трилер; зібрав у світі $73,300,729                               |
| 2013 | Життя як сон             | Life Is But a Dream         | камео           |                                                                  |
| 2013 | Епік                     | Epic                        | Тара            | озвучення                                                        |
| 2019 | Король Лев               | The Lion King               | Нала            | озвучення                                                        |